# Troesmis
Troesmis, était une cité et un port antique de Mésie, sur les rives du bas-Danube. À son emplacement s'élève aujourd'hui le quartier d'Iglița de la commune de Turcoaia du județ de Tulcea, en Dobroudja, province de Roumanie. 

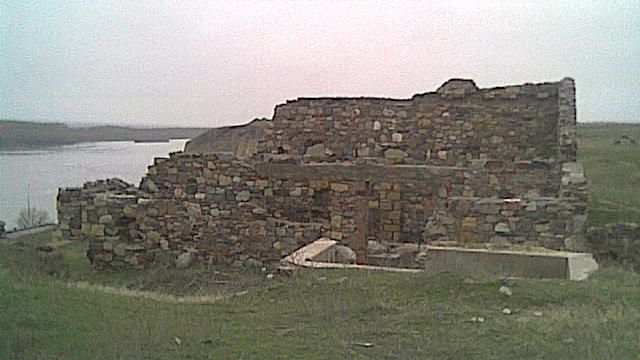
La forteresse de Troesmis

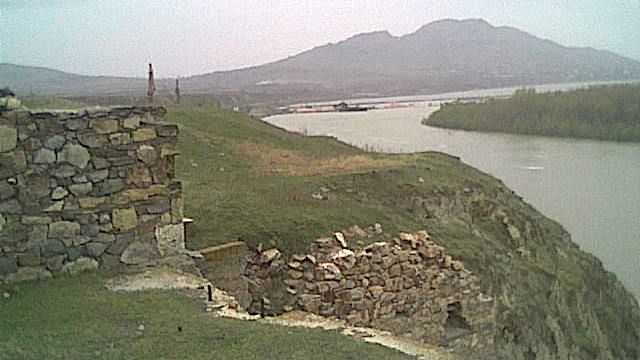
La falaise

Après avoir été une dava (forteresse d'une tribu dace),,,,, Troesmis abrita le camp de la légion romaine V Macedonica de 106 à 162 ; des inscriptions grecques et latines y ont été trouvées. Ce fut ensuite une cité fortifiée de la Dacie aurélienne, ancienne province de l'Empire romain d'Orient (grec moderne : Δακία Παραποτάμια : la Dacie des berges du fleuve) transformée ultérieurement en diocèse de Dacie, qui disparaîtra au VIIe siècle à l'issue de la bataille d'Ongal, victoire des Bulgares qui prennent alors le contrôle de la région et de la forteresse, en concomitance avec l'installation des Slaves qui se mélangent aux Thraces romanisés locaux, ancêtres des Valaques,,.
Les Bulgares gardent le contrôle de la région jusqu'en 917 lorsque les Romains d'Orient reviennent, à la suite des victoires de l'empereur Basile II. La ville appartînt au XIIe siècle au royaume bulgaro-valaque puis, au XIVe siècle, à la principauté bulgaro-valaque de Dobroudja et à la principauté de Valachie. Au XVe siècle, elle est prise par les turcs ottomans et tombe ensuite en ruines. Les premières fouilles archéologiques sont menées à la fin de la période ottomane par le français alsacien Chrétien-Maurice Engelhardt en 1864-1865. Le village d'Iglița-Turcoaia qui se trouve sur le site, est rattaché à la Roumanie en 1878 et des nouvelles études et campagnes de fouilles sont menées par Grigore Tocilescu (en), Pamfil Polonic (en) qui en dresse les plans, Vasile Pârvan et Emil Coliu (ro).